# جون إيفز
جون إيفز (بالإنجليزية: John Eaves)‏ هو مصمم جرافيك أمريكي، ولد في 9 أبريل 1962.

## وصلات خارجية
- جون إيفز على موقع IMDb (الإنجليزية)
- جون إيفز على موقع ميوزك برينز (الإنجليزية)